# Jimmy Wales
Jimmy Donal "Jimbo" Wales (IPA: ˈdoʊnəl ˈweɪlz; sinh 7 tháng 8 năm 1966) là nhà sáng lập và Chủ tịch Quỹ Hỗ trợ Wikimedia, một định chế phi lợi nhuận điều hành bách khoa toàn thư mở Wikipedia cùng các đề án wiki khác. Wales cũng là nhà sáng lập Fandom Inc. (trước đây là Wikia), công ty điều hành dịch vụ hosting web Fandom.

## Thời niên thiếu
Jimmy Wales chào đời tại Huntsville, tiểu bang Alabama (Hoa Kỳ), vào ngày 7 tháng 8 năm 1966. Cha của Wales, nay đã về hưu, là người quản lý một cửa hàng thực phẩm. Mẹ của Wales, Doris, và bà ngoại Erma điều hành một trường tư thục nhỏ "theo truyền thống trường học một phòng", cũng là nơi Wales đến để học tập. Thường thì chỉ có bốn học sinh cho một cấp lớp nên trường dồn chung từ cấp lớp 1 đến cấp lớp 4, và từ cấp lớp 5 đến cấp lớp 8. Wales nhận xét rằng kinh nghiệm đến trường của mình không có gì khác biệt bởi vì hai giáo viên chính của cậu là mẹ và bà ngoại. Học sinh ở đây được hưởng một sự tự do đáng kể để có thể học bất cứ thứ gì họ thích; triết lý giáo dục của trường chịu ảnh hưởng phương pháp Montessori. Người ta kể rằng Wales tiêu tốn nhiều thì giờ để nghiền ngẫm bộ Bách khoa Toàn thư Thế giới (World Book Encyclopedia).
Sau lớp tám, Wales được gửi đến Trường Randolph, thuộc loại hình trường dự bị đại học (prep school - thường có học phí cao với chương trình học tập tốt), cho phép học sinh trực tiếp sử dụng phòng thực tập vi tính và các kỹ thuật khác. Wales kể lại rằng loại hình trường học này là quá mắc cho gia đình cậu, nhưng họ tin vào tầm quan trọng của giáo dục:
"Giáo dục luôn luôn là niềm đam mê trong gia đình tôi... bạn biết đó, chính sự tiếp cận theo cách truyền thống với kiến thức, tri thức và hệ thống là nền tảng cho một cuộc sống tốt đẹp."
Wales nhận văn bằng cử nhân tại Đại học Auburn và bằng thạc sĩ tại Đại học Alabama. Về sau, Wales tham dự các khoá học cho chương trình tiến sĩ chuyên ngành tài chính tại Đại học Alabama và Đại học Indiana.

## Sự nghiệp

### Giảng dạy
Wales giảng dạy tại Đại học Alabama và Đại học Indiana khi đang theo đuổi chương trình cao học, nhưng không viết luận án tiến sĩ.

### Tài chính
Wales hành nghề buôn bán chứng khoán tại Chicago, chỉ trong vòng vài năm ông kiếm đủ tiền để "sống cùng vợ con cho đến hết đời".

### Doanh nghiệp
Năm 1996, Wales thành lập một cổng tìm kiếm gọi là Bomis, cho đến giữa năm 2005 vẫn còn bán ảnh khiêu dâm. Vì những hoạt động ở Bomis, trong một cuộc phỏng vấn trên chương trình truyền hình C-SPAN vào tháng 9 năm 2005, Brian Lamb đã hỏi Wales về sự dính líu của ông đối với điều mà Lamb gọi là "những bức ảnh bẩn thỉu". Đáp lại, Wales miêu tả Bomis là một "công cụ tìm kiếm dành cho nam giới".
Trong một cuộc phỏng vấn với tạp chí Wired, Wales không cho là nội dung của Bomis thuộc loại "khiêu dâm nhẹ": "Nếu phim xếp loại R (cấm khán giả dưới 17 tuổi) là khiêu dâm, thì Bomis là khiêu dâm, nếu những phim ấy không khiêu dâm, Bomis cũng không". Nay Wales không còn dính líu đến công ty này.
Tháng 3 năm 2000, ông thành lập Nupedia.com, một "bách khoa toàn thư miễn phí", và thuê Larry Sanger đảm nhiệm vị trí tổng biên tập. Trong khi Wales còn là CEO, Bomis tặng hơn 100.000 USD (chủ yếu là qua lợi nhuận và cung cấp đường truyền miễn phí) cho Nupedia và Wikipedia, và tiếp tục hỗ trợ đến năm 2002.

## Wikipedia và Quỹ Hỗ trợ Wikimedia

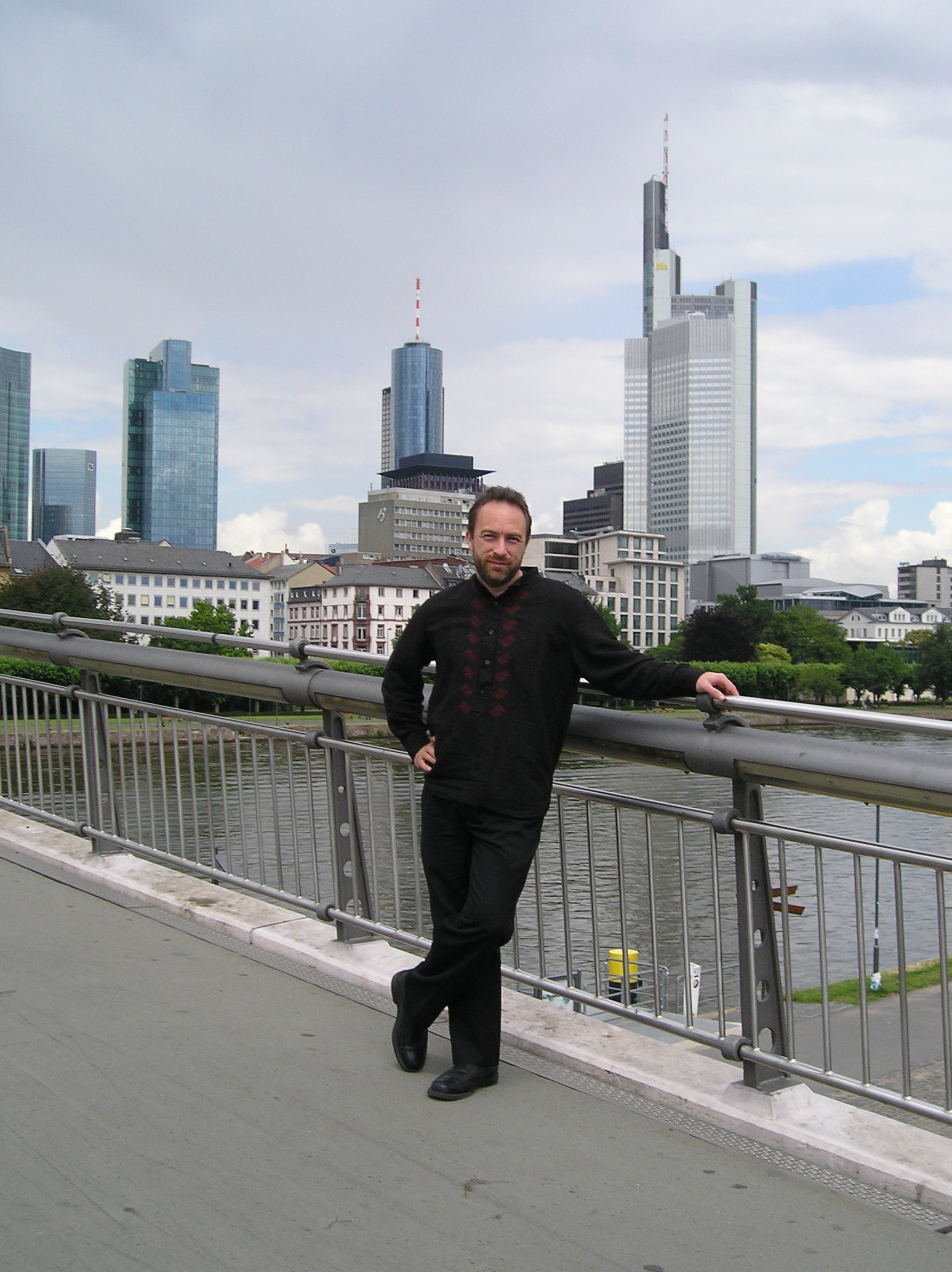
Jimmy Wales đứng trên cầu Holbeinsteg ở Frankfurt am Main (Đức), trong lúc nghỉ giữa buổi quay phim tài liệu về Wikipedia của đài TV Pháp-Đức arte.

Việc sử dụng một wiki để tạo lập nội dung bách khoa toàn thư đã được Larry Sanger đề ra từ ngày 10 tháng 1 năm 2001. Wales thiết lập và khởi động nó vào ngày 15 cùng tháng. Vào lúc ấy Wikipedia chỉ là một trang điện tử thiết kế theo kỹ thuật wiki (cho phép độc giả dễ dàng tiếp cận để biên tập nội dung bài viết bằng cách thêm, bớt hoặc chỉnh sửa) như là một dụng cụ hợp soạn nội dung ban đầu của bách khoa toàn thư cho Nupedia. Nhưng chính sự phát triển vượt trội của Wikipedia mau chóng giúp nó trở thành đề án chính trong khi Nupedia bị loại bỏ.
Năm 2002, Sanger ra khỏi dự án, đưa lên mạng lời từ chức. Trong đó, ông chỉ trích phương pháp của Wales là "chống lại giới tinh hoa". Đáp lại, Wales mô tả mình là "chống giới khoa bảng (anti-credentialist). "Đối với tôi, điều quan trọng là nhận định đúng sự việc. Nếu một người thực sự thông minh và tỏ ra tuyệt vời trong công việc, tôi không quan tâm về việc người ấy chỉ là một học sinh trung học hay là một giáo sư Harvard; hiệu quả công việc mới là quan trọng ... Tại Wikipedia bạn không thể dựa trên học vị ... Bạn phải tiến vào thị trường ý tưởng (nơi chân lý hoặc phương pháp tốt nhất đến từ quy trình chọn lọc dựa trên sự cạnh tranh của các ý tưởng khác nhau, được trình bày tự do và công khai) và phải cộng tác với người khác."
Vào giữa năm 2003, Wales thành lập Quỹ Hỗ trợ Wikimedia, một tổ chức phi lợi nhuận đặt trụ sở tại St. Petersburg, tiểu bang Florida, nhằm hỗ trợ Wikipedia và các đề án anh em còn non trẻ của nó. Wales tự bổ nhiệm mình và hai đồng sự, hoạt động tích cực cho Wikipedia, vào ban quản trị năm thành viên; hai người còn lại được bầu chọn bởi các đại diện của cộng đồng. Động thái này giải thoát Wales và Bomis khỏi gánh nặng tài chính hỗ trợ Wikipedia trong khi giúp ông duy trì vị trí lãnh đạo trọn đời.
Năm 2004, Wales nói rằng ông đã chi tiêu khoảng 500.000 USD để thành lập và điều hành các đề án Wiki. Đến cuối cuộc vận động vào tháng 1 năm 2005, Quỹ Hỗ trợ Wikimedia hoàn toàn được hỗ trợ tài chính bởi những khoản tặng lớn. Wales ngày càng tập trung hơn vào công tác quảng bá các đề án của tổ chức và thường xuyên đi diễn thuyết. Ngày 14 tháng 4 năm 2006, Wales nói chuyện tại Quỹ Long Now của Steward Brand với đề tài "Viễn kiến: Wikipedia và Tương lai của Văn hoá Tự do", thảo luận về những triết lý nền của Wikipedia, sự ủng hộ của ông dành cho phong trào Văn hoá Tự do, cùng những khó khăn Tổ chức Wikipedia có thể gặp khi phát triển quy mô của mình.

### Tranh cãi về nguồn gốc của Wikipedia
Trong khi Larry Sanger tự nhận mình là người đồng sáng lập Wikipedia từ tháng 1 năm 2002, Wales luôn luôn gọi mình là nhà sáng lập duy nhất của Wikipedia. Báo chí trước đây thường gọi Sanger và Wales là người đồng sáng lập, nhưng điều này đã thay đổi sau khi Sanger ra đi. Một bài viết trên tạp chí Newsweek năm 2004 nói "(Wales) tạo lập Wikipedia" mà không nhắc đến Sanger. Năm 2006, Wales nói với báo Boston Globe rằng "thật ngớ ngẩn" nếu gọi Sanger là người đồng sáng lập. Sanger phản ứng quyết liệt, tuyên bố rằng không chỉ có công phát triển Wikipedia trong giai đoạn đầu, ông cũng là người đưa ra ý tưởng ứng dụng khái niệm wiki vào việc xây dựng một bộ bách khoa toàn thư mở. Rõ ràng là Sanger đã đặt tên cho đề án. Ông nói, "Tôi nhớ rất rõ buổi chiều tôi nghĩ ra ý tưởng này cho Wikipedia. "Tuy nhiên, Sanger thừa nhận từ Wales nẩy sinh nhiều ý tưởng bao quát hơn: "Nói cho rõ, ý tưởng về một nguồn mở, một bách khoa toàn thư của sự hợp tác, mở ra cho độc giả bình thường cùng đóng góp, hoàn toàn là của Jimmy, không phải của tôi, và ngân quỹ là đến từ Bomis. (...) Wales giao cho tôi trách nhiệm phát triển bộ bách khoa toàn thư này." Wales cho rằng một nhân viên của Bomis tên Jeremy Rosenfeld là người "đã đến cùng với ý tưởng làm một bách khoa toàn thư dựa trên nguyên lý Wikipedia", mặc dù ông cũng thừa nhận không có mối liên hệ nhân quả giữa lời đề nghị này và sự tạo lập Wikipedia.

## Những hoạt động khác

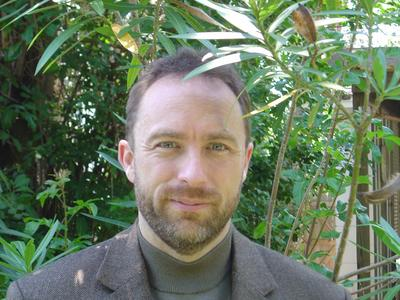
Ông Wales vào tháng 5 năm 2005

Có lẽ từ những thành công của Wikipedia mà Wales thành lập công ty lợi nhuận Wikia, Inc. (không liên quan đến Wikimedia), làm chủ các wiki khác nhau và quản lý đề án Wikia.
Năm 2005, Wales được bổ nhiệm làm thành viên của Trung tâm Berkman về Internet và Xã hội tại Trường Luật Harvard thuộc Đại học Harvard. Năm 2006, Đại học Knox trao tặng Wales học vị danh dự.
Năm 2006, Wales được Quỹ Lĩnh vực Điện tử (Electronic Frontier Foundation, EFF) trao tặng Giải thưởng Pioneer.
Ngày 3 tháng 10 năm 2005, theo một thông cáo báo chí, Wales gia nhập Ban Giám đốc của Socialtext, một đơn vị cung ứng kỹ thuật wiki cho các doanh nghiệp. Năm 2006, Wales trở thành thành viên Ban Giám đốc tổ chức phi lợi nhuận Creative Commons. Wales được TIME số ra ngày 8 tháng 5 năm 2006 chọn vào danh sách 100 nhân vật có ảnh hưởng lớn nhất mà tạp chí này gọi là Những người Định hình Thế giới của Chúng ta, với nhận xét: " (...) Ngày nay Wikipedia Anh ngữ có hơn một triệu mục từ, gần gấp đôi số mục từ của Bách khoa Toàn thư Britannica. Mỗi năm con số này được nhân đôi. (...) ngụ ý rằng những tay nghiệp dư cũng có thể đóng góp nhiều như giới chuyên môn, và tài năng có thể tìm thấy bất cứ nơi đâu."
Wales đã từng cưới vợ, tên Christine, vào tháng 3 năm 1997. Tuy nhiên hiện tại họ đã chia tay khá sớm. Hai người có với nhau một con gái, Kira. Wales hiện sống ở St. Petersburg, Florida.

## Bê bối
Năm 2008 ông công khai chia tay với người tình của mình trên Wikipedia, đáp lại bà này đã công khai bán một số bộ quần áo của ông để lại. Ngay sau đó, tháng 3 năm 2008, Jimmy Wales còn bị tố cáo đã đòi 5.000 đô la Mỹ hỗ trợ từ Jeff V. Merkey, một chuyên gia máy tính, để biên tập lại mục từ viết về anh ta trên Wikipedia, vi phạm tính mở của Wikipedia, tuy nhiên Wales đã phản bác lại ý kiến đó bằng cách đưa ra nguyên văn lời tố cáo của Merkey và khẳng định rằng ông chỉ làm theo quy định "quan điểm trung lập là không thỏa hiệp". Mặc cho những thông tin đó, dường như cộng đồng Wikipedia luôn để dành một chỗ đứng cho ông.

### Truyền thông
- "It's a Wiki world out there for the Web's groupmind". USA Today. ngày 7 tháng 1 năm 2003. 30 tháng 6 năm 2003-wiki_x.htm Bản gốc lưu trữ ngày 1 tháng 6 năm 2019. Truy cập ngày 28 tháng 2 năm 2022. {{Chú thích báo}}: Kiểm tra giá trị |url= (trợ giúp)
- Michael Hinman (ngày 26 tháng 9 năm 2005). "St. Petersburg tech brain creates 'wiki' world with online encyclopedia". Tampa Bay Business Journal.
- Andrew Orlowski (18 tháng 10 năm 2005). "Wikipedia founder admits serious quality problems". The Register. {{Chú thích báo}}: Kiểm tra giá trị ngày tháng trong: |date= (trợ giúp)
- Nathan C. Kaiser (1 tháng 11 năm 2005). "Interview with Jimmy Wales, WikiPedia Founder". nPost.com. Bản gốc lưu trữ ngày 25 tháng 5 năm 2006. Truy cập ngày 9 tháng 5 năm 2006. {{Chú thích báo}}: Kiểm tra giá trị ngày tháng trong: |date= (trợ giúp)
- Brad Stone (1 tháng 11 năm 2005). "It's Like a Blog, But It's a Wiki". Newsweek. {{Chú thích báo}}: Kiểm tra giá trị ngày tháng trong: |date= (trợ giúp)
- Joseph D. Bryant (31 tháng 12 năm 2005). "Alabamian is brain behind Wikipedia". The Birmingham News. Bản gốc lưu trữ ngày 27 tháng 9 năm 2012. Truy cập ngày 26 tháng 12 năm 2021. {{Chú thích báo}}: Kiểm tra giá trị ngày tháng trong: |date= (trợ giúp)
- Rhys Blakely (30 tháng 12 năm 2005). "Wikipedia Chief considers taking ads". Times Online. Bản gốc lưu trữ ngày 8 tháng 2 năm 2007. Truy cập ngày 9 tháng 5 năm 2006. {{Chú thích báo}}: Kiểm tra giá trị ngày tháng trong: |date= (trợ giúp)

### Âm thanh và video
- Open Source - The Wikipedia Lưu trữ ngày 31 tháng 5 năm 2012 tại Wayback Machine May 19, 2005 - hosted by Christopher Lydon
- "The Intelligence of Wikipedia" Talk Video of Jimmy Wales talk given at the Oxford Internet Institute - thu âm 11 tháng 7 năm 2005.
- Video of Jimmy Wales discussing Wikipedia Lưu trữ ngày 19 tháng 2 năm 2006 tại Wayback Machine 40 minutes from a talk Jimmy held at Stanford on 2 tháng 9 năm 2005 available as an avi in torrent form and licensed under the Creative Commons (Quicktime: 200 MB, 70 MB)
- IT Conversations interview with Jimbo - thu âm 3 tháng 9 năm 2005
- "Q and A" interview Lưu trữ ngày 12 tháng 1 năm 2006 tại Wayback Machine 25 tháng 9 năm 2005 by C-SPAN's Brian Lamb
- Speech on Wednesday, 5 tháng 10 năm 2005
- Video of Jimmy Wales interview by Irene McGee of NoOne's Listening 9 minutes, from Media Alliance event held in San Francisco on 10 tháng 10 năm 2005
- Talk of the Nation - Wikipedia, Open Source and the Future of the Web, 2 tháng 11 năm 2005
- Audio of Jimmy Wales talk at the iSchool, UC Berkeley Lưu trữ ngày 24 tháng 5 năm 2006 tại Wayback Machine about Community & politics & future plans & other things, 3 tháng 11 năm 2005
- Jimmy Wales Talks Wikipedia on The Writing Show Lưu trữ ngày 5 tháng 2 năm 2006 tại archive.today thu âm 5 tháng 12 năm 2005, posted 1 tháng 1 năm 2006
- 8 tháng 2 năm 2006-22-40-29 Jimmy Wales Keynote Speech on Wikipedia, Mass Tech Leadership Council meeting, 8 tháng 2 năm 2006. Podcast by Dan Bricklin Podcast description.
- "Vision: Wikipedia and the Future of Free Culture" Lưu trữ ngày 25 tháng 4 năm 2006 tại Wayback Machine for The Long Now Foundation in San Francisco, 14 tháng 4 năm 2006